# ANiMAZiNG!!!
ANiMAZiNG!!! es un bloque de programación de anime nocturno planificado y producido por ABC Animation de Asahi Broadcasting Group (participación en el comité de producción), fue lanzado por Asahi Broadcasting Television y está afiliado a TV Asahi. El bloque transmite anime nocturno todos los domingos de 2:00 a 2:30 desde el 4 de octubre de 2020.

## Historia
El nombre de la franja se dio cuando se emitió una única franja de 30 minutos de programación de anime nocturno en la reorganización de octubre de 2020. Ese mismo mes, NUMAnimation, que originalmente se emitía a nivel local en la región de Kanto en TV Asahi, se amplió a las 24 emisoras de la red completa de ANN, convirtiéndose en un espacio de anime de una hora de duración en Japón en la misma red.
El nombre del marco es una combinación de las palabras «anime» y «Amazing», dandi el mensaje de «Increíble anime de este bloque». El eslogan del bloque es «¡Un cuadro de anime que salta fuera del cuadro!».
Como un cuadro de anime producido por Asahi Broadcasting TV, paso a transmitirse en la red nacional de Japón después de la programación de anime los domingos a las 8:30 de la mañana (actualmente Pretty Cure) producida por la misma estación, y la primera programación de anime nocturno emitido por TV Asahi en 14 años desde Glass Fleet (anteriormente en Asahi Broadcasting). El bloque Anisata! paso a llamarse ANiMAZiNG2!!! y comenzó a transmitirse 20 minutos después de como lo hacia originalmente. Como resultado, en Asahi Broadcasting Television, se formó un espacio de transmisión de anime de 1 hora y 30 minutos de acuerdo con la zona horaria del domingo por la mañana (sábado a medianoche), y es la primera vez en la historia que tres bloques diferentes transmiten anime. La transmisión de subtítulos se implementa en el bloque NUMAnimation, pero no se implementa en este bloque.
Cuando una emisora de la red se suspende debido a programas especiales o al mantenimiento de los equipos de emisión, la emisora responde con una red en diferido, por ejemplo, antes del amanecer del día siguiente.
Durante la temporada de verano, el tiempo de emisión puede reducirse significativamente o suspenderse junto con NUMAnimation debido al programa de resumen de béisbol de la escuela secundaria Nekuto Koshien (producido por Asahi Broadcasting Corporation Television, excepto cuando se cancela debido a la lluvia) y las emisiones deportivas en directo.

## Títulos
| #  | Título                                                           | Fecha de inicio       | Fecha de fin            | Eps. | Estudio                    | Notas | Refs.         |
| -- | ---------------------------------------------------------------- | --------------------- | ----------------------- | ---- | -------------------------- | --- | ------------- |
| 1  | Iwa Kakeru! Climbing Girls                                       | 4 de octubre de 2020  | 20 de diciembre de 2020 | 12   | Blade                      | Adaptación del manga de Ryūdai Ishizaka.                                                                           | [ 4 ]         |
| 2  | SK∞ the Infinity                                                 | 10 de enero de 2021   | 4 de abril de 2021      | 12   | Bones                      | Trabajo original.                                                                                                  | [ 5 ]         |
| 3  | Bishōnen Tanteidan                                               | 11 de abril de 2021   | 27 de junio de 2021     | 12   | Shaft                      | Adaptación de la novela ligera de Nishio Ishin.                                                                    | [ 6 ]         |
| 4  | Jahy-sama wa Kujikenai!                                          | 1 de agosto de 2021   | 19 de diciembre de 2021 | 20   | Silver Link                | Adaptación del manga de Wakame Konbu.                                                                              | [ 7 ]         |
| 5  | Kaijin Kaihatsubu no Kuroitsu-san                                | 9 de enero de 2022    | 3 de abril de 2022      | 12   | Quad                       | Adaptación del manga de Hiroaki Mizusaki.                                                                          | [ 8 ]         |
| 6  | Kawaii dake ja Nai Shikimori-san                                 | 10 de abril de 2022   | 10 de julio de 2022     | 12   | Doga Kobo                  | Adaptación del manga de Keigo Maki.                                                                                | [ 9 ]         |
| 7  | Saikin Yatotta Maid ga Ayashii                                   | 24 de julio de 2022   | 9 de octubre de 2022    | 11   | Silver Link Blade          | Adaptación del manga de Wakame Konbu.                                                                              | [ 10 ]        |
| 8  | 4-Nin wa Sorezore Uso wo Tsuku                                   | 16 de octubre de 2022 | 25 de diciembre de 2022 | 11   | Studio Flad                | Adaptación del manga de Madoka Kashihara.                                                                          | [ 11 ]        |
| 9  | Rōgo ni Sonaete Isekai de 8-Man-Mai no Kinka o Tamemasu          | 8 de enero de 2023    | 26 de marzo de 2023     | 12   | Felix Film                 | Adaptación de la novelas ligeras escritas por FUNA e ilustradas por Tōzai.                                         | [ 4 ]         |
| 10 | Jitsu wa Ore, Saikyō deshita?                                    | 2 de julio de 2023    | 1 de octubre de 2023    | 12   | Staple Entertainment       | Adaptación de la novelas ligeras escritas por Sai Sumimori e ilustradas por Ai Takahashi.                          | [ 12 ] [ 13 ] |
| 11 | Potion-danomi de Ikinobimasu!                                    | 8 de octubre de 2023  | 24 de diciembre de 2023 | 12   | Jumondou                   | Adaptación de la novelas ligeras escritas por FUNA e ilustradas por Tōzai.                                         | [ 14 ]        |
| 12 | Saikyō Tank no Meikyū Kōryaku                                    | 7 de enero de 2024    | 23 de marzo de 2024     | 12   | Studio Polon               | Adaptación de la novelas ligeras escritas por Ryūta Kijima e ilustradas por Sando.                                 | [ 15 ]        |
| 13 | Tonari no Yōkai-san                                              | 7 de abril de 2024    | 30 de junio de 2024     | 13   | Liden Films                | Adaptación del manga escrito e ilustrado por noho.                                                                 | [ 16 ]        |
| 14 | Party kara Tsuihō Sareta Sono Chiyushi, Jitsu wa Saikyō ni Tsuki | 6 de octubre de 2024  | 24 de diciembre de 2024 | 12   | Studio Elle                | Adaptación de las novelas ligeras de Kagekinoko y Kakao Lanthanum.                                                 | [ 17 ]        |
| 15 | Maho Tsukai Pretty Cure!! ~MIRAI DAYS~                           | 12 de enero de 2025   | 30 de marzo de 2025     | 12   | Toei Animation Studio Deen | La primera temporada se emitió en el horario de los domingos a las 8:30 desde febrero de 2016 hasta enero de 2017. | [ 18 ]        |
| 16 | Ore wa Seikan Kokka no Akutoku Ryōshu!                           | Abril de 2025         | TBA                     | TBA  | Quad                       | Adaptación de la novelas ligeras escritas por Yomu Mishima e ilustradas por Nadare Takamine.                       | [ 19 ]        |